# Regierung Collignon I
Die Regierung Collignon I war die achte wallonische Regierung. Sie amtierte vom 25. Januar 1994 bis zum 20. Juni 1995.
Nach der Parlamentswahl Ende 1991 wurde die Regierungszusammenarbeit von Sozialistischer Partei (PS) und Christsozialer Partei (PSC) fortgesetzt. Guy Spitaels (PS) wurde neuer Ministerpräsident. Am 21. Januar 1994 traten Ministerpräsident Guy Spitaels und Innenminister Guy Mathot wegen ihrer Verwicklung in die Agusta-Affäre zurück. Ministerpräsident der Nachfolgeregierung wurde Haushaltsminister Robert Collignon (PS). Bei der Regionalwahl am 21. Mai 1995 erhielt die regierende Koalition 46 der 75 Sitze im wallonischen Parlament. Collignon blieb Ministerpräsident einer Koalitionsregierung von PS und PSC.

## Zusammensetzung
| Amt | Name              | Partei | Beginn der Amtszeit | Ende der Amtszeit |
| --- | ----------------- | ------ | ------------------- | ----------------- |
| Ministerpräsident und Minister für Wirtschaft, kleine und mittlere Unternehmen Außenbeziehungen und Tourismus | Robert Collignon  | PS     | 25. Januar 1994     | 20. Juni 1995     |
| Minister für technologische Entwicklung, Forschung, Arbeit und berufliche Weiterbildung                       | Albert Liénard    | PSC    | 25. Januar 1994     | 20. Juni 1995     |
| Minister für innere Angelegenheiten, den öffentlichen Dienst und Haushalt                                     | Bernard Anselme   | PS     | 25. Januar 1994     | 20. Juni 1995     |
| Minister für Raumordnung, Kulturerbe und Verkehr                                                              | André Baudson     | PSC    | 25. Januar 1994     | 20. Juni 1995     |
| Minister für öffentliche Arbeiten                                                                             | Jean-Pierre Grafé | PSC    | 25. Januar 1994     | 20. Juni 1995     |
| Minister für Soziales, Wohnungen und Gesundheit                                                               | Willy Taminiaux   | PS     | 25. Januar 1994     | 20. Juni 1995     |
| Minister für Umwelt, natürliche Ressourcen und Landwirtschaft                                                 | Guy Lutgen        | PSC    | 25. Januar 1994     | 20. Juni 1995     |